# 오가와 유스케
오가와 유스케(일본어: 小川 優介, 2002년 4월 14일~)는 일본의 축구 선수이다.

## 구단 경력
그는 2021년 J1리그의 가시마 앤틀러스에 입단했다. 2024년 J3리그의 FC 류큐로 이적했다.